# Agustín Rodríguez Santiago
Agustín Rodríguez Santiago (Marín, 1959. szeptember 10. –) spanyol labdarúgó, kapus, olimpikon.

## Pályafutása

### Klubcsapatban
1978 és 1980 között a Castilla, 1980 és 1990 között a Real Madrid, 1990 és 1994 között a Tenerife labdarúgója volt.
A Real Madriddal négy spanyol bajnoki címet és két kupagyőzelmet ért el. Tagja volt az 1980–81-es idényben BEK-döntős, az 1982–83-as idényben KEK-döntős és az 1985–86-os idényben UEFA-kupagyőztes csapatnak.

### A válogatottban
A spanyol válogatott tagjaként részt vett az 1980-as moszkvai olimpián, de mérkőzésen nem szerepelt.

## Sikerei, díjai
- Zamora-díj (1982–83)

 Castilla
- Spanyol kupa (Copa del Rey)
  - döntős: 1980

 Real Madrid
- Spanyol bajnokság (La Liga)
  - bajnok (4): 1985–86, 1987–88, 1988–89, 1989–90
- Spanyol kupa (Copa del Rey)
  - győztes (2): 1982, 1989
- Spanyol szuperkupa (Supercopa de España)
  - győztes (2): 1988, 1989
- Spanyol ligakupa (Copa de la Liga)
  - győztes: 1985
- Bajnokcsapatok Európa-kupája (BEK)
  - döntős: 1980–81
- Kupagyőztesek Európa-kupája (KEK)
  - döntős: 1982–83
- UEFA-kupa
  - győztes: 1985–86